# غرير ابن مقرض الجاوي
غرير ابن مقرض الجاوي (الاسم العلمي: Melogale orientalis)، نوع من جنس غرير ابن مقرض وفصيلة ابن عرس، موطنه الشائع في جاوة وبالي، إندونيسيا. يوجد على مرتفعات من 260 إلى 2,230 متر (850 إلى 7,320 قدم) في أو بالقرب من مناطق الغابات.